# Family ~Tabidachi no Asa~
Pour les articles homonymes, voir Family.
Singles de THE Possible
Shiawase no Katachi
(2009) Watashi no Miryoku (...)
(2010)
Singles par THE Possible with Oto no Moto
Yabe Nabe Na Atsuryoku Be Na
(2010)
Family ~Tabidachi no Asa~ (Family~旅立ちの朝~) est le 12e single et 4e single "major" du groupe féminin de J-pop THE Possible, sorti en 2009.

## Présentation
Le single sort le 9 septembre 2009 au Japon dans le cadre du Nice Girl Project, sous le label TN-mix de TNX, distribué par Pony Canyon, coécrit et produit par Tsunku. Il atteint la 8e place du classement de l'Oricon. Il se vend à 7 717 exemplaires la première semaine, et reste classé pendant 4 semaines pour un total de 10 063 exemplaires vendus. Il sort également en édition limitée avec un DVD supplémentaire.
C'est le premier disque de la formation à cinq membres, sans Kaede Ōse qui a quitté le groupe le mois précédent. Le prochain disque régulier du groupe, le single double "face A" Watashi no Miryoku / Love² Paradise, sortira treize mois plus tard en octobre 2010. Le groupe sortira cependant entre-temps en juin 2010 un disque en collaboration avec deux autres chanteurs pour une émission télévisée, le single Yabe ~Nabe~ Na Atsuryoku Be ~Na~ attribué à "THE Possible with Oto no Moto".
La chanson-titre figurera sur l'album 2 Shiawase no Akashi qui sort deux ans et demi plus tard. La chanson en "face B", Sayōnara Nante, sera reprise en solo par l'une des membres, Robin Shōko Okada, sur le mini-album 6 Nenme Shido Kinen Mini Album 6 Nenme Start! qui sort en 2011.

## Liste des titres
Toutes les paroles sont écrites par Tsunku.
| 1. | Family ~Tabidachi no Asa~ (Family〜旅立ちの朝〜)                  | Takui Nakajima | 4:39 |
| 2. | Sayōnara Nante (サヨウナラなんて)                                 | Tsunku         | 3:38 |
| 3. | Family ~Tabidachi no Asa~ (Instrumental) (Family ~旅立ちの朝~...) | Takui Nakajima | 4:39 |
| 4. | Sayōnara Nante (Instrumental) (サヨウナラなんて...)               | Tsunku         | 3:36 |

| 1. | Family ~Tabidachi no Asa~ (Family〜旅立ちの朝〜)                                |  |
| 2. | Family ~Tabidachi no Asa~ (Making Eizo) (Family〜旅立ちの朝〜 (メイキング映像)) |  |
| 3. | Family ~Tabidachi no Asa~ (Sous-titré) (Family〜旅立ちの朝〜 (歌詞あり))        |  |